# Gemena (territoire)
Le territoire de Gemena (aussi écrit Géména) est une entité administrative déconcentrée de la province du Sud-Ubangi en république démocratique du Congo. Il a pour chef-lieu Gemena.

## Géographie
Il s'étend au centre-est de la province de Sud-Ubangi.

## Histoire
Le nom de la ville de Gemena vient du nom du chef du village qui habitait la région. Le territoire actuel est issu du territoire de Bwado créé en 1913 dans le district de l'Ubangi par le gouverneur général du Congo belge en application de l'article 3 de l'arrêté royal du 28 mars 1912, il prit le nom de Bwaka en 1926, puis territoire des Ngbakas avec pour chef-lieu Gemena. En 1935, le territoire prend la dénomination de Gemena dans le district du Congo-Ubangi.

## Subdivisions
Le territoire est constitué de quatre secteurs :
| Subdivision | Statut  | Notes                          |
| ----------- | ------- | ------------------------------ |
| Banga-Kungu | Secteur | 14 groupements de 130 villages |
| Bonwase     | Secteur | 12 groupements de 119 villages |
| Mbari       | Secteur | 5 groupements de 69 villages   |
| Nguya       | Secteur | 8 groupements de 109 villages  |

## Démographie
| 1994    | 2004      |
| ------- | --------- |
| 689 427 | 1 130 347 |